# Albert Band
Albert Band (n. 7 mai 1924, Paris, Franța – d. 14 iunie 2002, Los Angeles, California, SUA) a fost un regizor și producător de film franco-american. A fost fiul artistului Max Band, tatăl producătorului de film Charles Band și al compozitorului de film Richard Band și bunicul lui Alex Band, Taryn Band și Rachael Band.

## Viață și carieră
Band s-a născut la Paris, Franța, ca fiul Bertei și al lui Max Band, un artist evreu lituanian. Mama sa s-a născut în Rusia, iar tatăl său era din Kudirkos Naumiestis, din Lituania. A fugit din Paris în Statele Unite împreună cu familia înainte de administrația militară germană din Franța ocupată în timpul celui de-al doilea război mondial. A absolvit liceul de la Hollywood.
Interesat de film, a devenit ucenic la Warner Bros. unde a fost în cele din urmă asistent regizor al filmului Jungla de asfalt  regizat de John Huston, apoi a adaptat povestirea The Red Badge of Courage pentru filmul lui Huston cu același nume.
A debutat ca producător și regizor în The Young Guns (1956), combinând cele două genuri populare de atunci ale filmelor occidentale și cu delincvenți juvenili. La sfârșitul anilor 1950, s-a mutat în Europa, unde a produs diverse filme, începând în Suedia cu Face of Fire (1959), bazat pe o altă povestire a lui Stephen Crane, Monstrul.

## Filmografie

### Producător
- The Young Guns (1956) (producător) (nemenționat)
- I Bury the Living (1958) (producător)
- Face of Fire (1959) (producător)
- La leggenda di Enea (1962) (producător)
- Duello nel Texas (1963) (producător)
- Massacro al Grande Canyon (1964) (producător)
- Hercules and the Princess of Troy (1965) (TV) (producător)
- Gli uomini dal passo pesante (1965) (producător)
- I crudeli (1967) (producător)
- Un minuto per pregare, un instante per morire (1968) (producător)
- Little Cigars (1973) (producător)
- Mansion of the Doomed (1976) (producător executiv supervizor)
- Cinderella (1977) (producător)
- Dracula's Dog (1978) (producător)
- She Came to the Valley (1979) (producător)
- Metalstorm: The Destruction of Jared-Syn (1983) (producător executiv)
- Troll (1986) (producător)
- TerrorVision (1986) (producător)
- Ghost Warrior (1986) (producător executiv)
- Ghoulies II (1987) (producător)
- Robot Jox (1990) (producător)
- The Pit and the Pendulum (1991) (V) (producător)
- Joey Takes a Cab (1991) (producător)
- Honey, I Blew Up the Kid (1992) (producător executiv)
- Doctor Mordrid (1992) (producător)
- Trancers III (1992) (V) (producător)
- Remote (1993) (V) (producător)
- Oblivion (1994) (co-producător)
- Dragonworld (1994) (producător)
- Pet Shop (1995) (producător)
- Castle Freak (1995) (producător executiv)
- Magic Island (1995) (V) (producător)
- Oblivion 2: Backlash (1996) (co-producător)
- Zarkorr! The Invader (1996) (producător executiv)

### Regizor
- The Young Guns (1956)
- I Bury the Living (1958)
- Face of Fire (1959)
- Massacro al Grande Canyon (1964)
- Hercules and the Princess of Troy (1965) (TV)
- Gli uomini dal passo pesante (1965)
- Dracula's Dog (1978)
- She Came to the Valley (1979)
- Ghoulies II (1987)
- Joey Takes a Cab (1991)
- Doctor Mordrid (1992)
- Robot Wars (1993)
- Prehysteria! (1993)
- Prehysteria! 2 (1994) (V)

### Actor
- Specter of the Rose (1946) (nemenționat) .... Man
- The Red Badge of Courage (1951) (nemenționat) .... Union Soldier Fording River
- End of the World (1977) .... Awards Party Guest
- Tourist Trap (1979) (nemenționat) .... Waxwork Grandfather
- Troll (1986) .... Older Couple on TV
- Trancers II (1991) .... Chili Man

### Scriitor
- The Red Badge of Courage (1951) (adaptare)
- Footsteps in the Night (1957) (scenariu) (poveste)
- Face of Fire (1959)
- La leggenda di Enea (1962) (adaptare)
- Duello nel Texas (1963) (scenariu)
- Massacro al Grande Canyon (1964)
- Gli uomini dal passo pesante (1965) (ca Alfredo Antonini)
- I crudeli (1967) (poveste)
- Un minuto per pregare, un instante per morire (1968)
- Auditions (1978)
- She Came to the Valley (1979)

### Altele
- From Beyond (manager de producție)